# Jean-Louis Borloo
Jean-Louis Borloo (Parigi, 7 aprile 1951) è un politico francese.

## Biografia
Nasce da Lucien Borloo, di origine belga, e Mauricette Acquaviva, figlia di Jean-André Acquaviva, procuratore generale del cantone di Calacuccia.
Laureato in giurisprudenza, filosofia, storia e scienze economiche, con una specializzazione all'Università di Manchester. Avvocato di fama, si occupa soprattutto di diritto societario. Ha inoltre conseguito un MBA presso l'HEC Paris.
Dal 1986 al 1991 è presidente della squadra di calcio di Valenciennes.

## Il "piano Borloo"
È stato promotore di un piano, detto "piano Borloo", mirato al recupero delle periferie degradate soprattutto attraverso la demolizione dei giganteschi complessi di edilizia residenziale pubblica, realizzati negli anni 1960 e 1970. L'obiettivo consiste nel realizzare alloggi di taglio più umano per centinaia di migliaia di abitanti e dotati di tutti i servizi.

## Carriera politica

### Sindaco di Valenciennes
Nel 1989 è eletto sindaco di Valenciennes, con il 76% dei voti al secondo turno. Rieletto nel 1995 e nel 2001, durante il suo mandato promuove una serie di importanti opere pubbliche, tra cui una linea tranviaria entrata in funzione nel 2006, e fonda un festival del cinema d'azione e di avventura.

### Europarlamentare e deputato all'Assemblea nazionale
È eletto europarlamentare nel 1989 con la lista centrista guidata da Simone Veil. Si dimette nel 1992 perché eletto consigliere regionale del Nord-Passo di Calais. Lascia il mandato regionale nel 1993 e, rieletto nel 1998, si dimette dopo pochi mesi.
È eletto deputato all'Assemblea nazionale nel 1993, con l'etichetta di indipendente di destra. Viene poi rieletto per altre quattro volte: nel 1997 come apparentato all'Unione per la Democrazia Francese (UDF), nel 2002 e nel 2007 come aderente all'Unione per un Movimento Popolare (UMP), e nel 2012 come candidato di una formazione elettorale che riunisce alcuni esponenti dell'area centrista.

### Ministro di Chirac
Nei governi di Jean-Pierre Raffarin, è ministro delegato per le Aree urbane e il rinnovo urbano (maggio 2002 - ottobre 2004) e ministro dell'Impiego, del Lavoro e della coesione sociale (ottobre 2004 - giugno 2005). Nel governo di Dominique de Villepin, in carica dal giugno 2005, è ministro dell'Impiego, della coesione sociale e dell'edilizia pubblica.
Dal dicembre 2005 è copresidente del Partito Radicale "della rue de Valois" (per distinguerlo dai radicali di orientamento più progressista riuniti nel Partito Radicale di Sinistra-PRG), diventandone presidente unico nel 2007.

### Ministro di Sarkozy

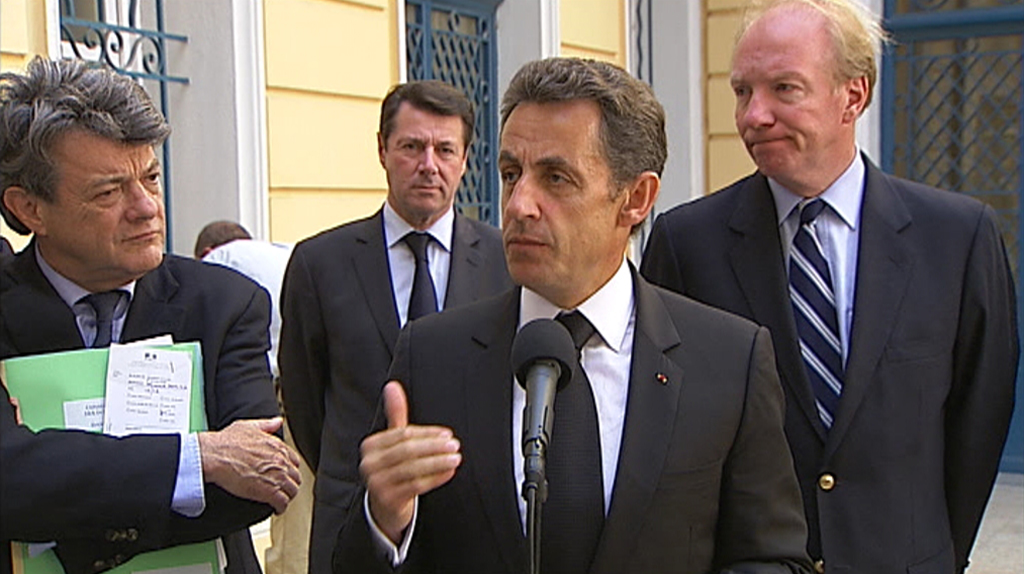
Jean-Louis Borloo con il presidente della Repubblica Nicolas Sarkozy, 21 giugno 2010

Sostenitore della candidatura di Nicolas Sarkozy alla presidenza della Repubblica, è indicato come uno dei candidati più accreditati al ruolo di primo ministro o, in alternativa, a un ministero economico con competenze molto estese. Dopo l'elezione di Sarkozy il 6 maggio 2007, il 18 maggio è nominato ministro dell'economia, delle finanze e del pubblico impiego nel governo di François Fillon. All'indomani delle elezioni legislative del 17 giugno 2007 è nominato ministro di Stato, ministro dell'ecologia e dello sviluppo sostenibile (con competenze estese alle politiche dell'energia e dei trasporti) nel governo Fillon II, lasciando l'incarico di ministro dell'economia e prendendo così il posto di Alain Juppé, dimissionario dal governo perché non eletto deputato. Più che di uno spostamento si tratta in realtà di una rimozione, perché alcune sue dichiarazioni maldestre sulla TVA sociale (l'Iva in Francia) durante un dibattito elettorale in televisione sono state ritenute come una delle cause determinanti della vittoria non schiacciante dell'UMP.

### Uscita dal governo e dall'UMP
Il 14 novembre 2010 non è riconfermato nel governo Fillon III. Borloo, infatti, mirava alla nomina a Primo ministro, ma la scelta di Nicolas Sarkozy di riconfermare François Fillon avrà la conseguenza di indurlo a rifiutare la nomina a un ministero importante.
Il 7 aprile 2011, in occasione di un'intervista televisiva, annuncia la sua decisione di creare un'alleanza repubblicana, ecologica e sociale, che dovrebbe riunire il partito radicale di cui è il principale esponente, il Nuovo Centro e la Sinistra Moderna di Jean-Marie Bockel. Tale movimento si porrebbe come alternativa all'UMP e al Partito Socialista. In conseguenza della nascita della nuova formazione, il Partito radicale lascia l'UMP, di cui è una delle componenti fin dalla sua fondazione nel 2002.
Il 18 settembre 2012, crea una federazione di centrodestra di cui diventa il presidente, l'Unione dei Democratici e Indipendenti (UDI).

## Ritiro dalla vita politica
Il 6 aprile 2014 annuncia pubblicamente la sua decisione di ritirarsi dalla vita politica a causa di problemi di salute. Lascia quindi la presidenza dell'UDI e del Partito radicale, e si dimette dal mandato parlamentare.

## Prese di posizione
Dopo anni di scautismo, Jean-Louis Borloo dice di riconoscersi nella "tradizione sociale del cristianesimo democratico". Si dichiara ambientalista, radicale e socialdemocratico.

## Aneddoti
Personaggio mediatico, anche per l'aspetto giovanile e per il "look" particolarmente sbarazzino, dal 2005 è il marito della giornalista televisiva Béatrice Schönberg, una delle conduttrici del telegiornale dell'emittente pubblica France 2.